# 僕の貯金箱
『僕の貯金箱』（ぼくのちょきんばこ）は、前川紘毅の5枚目のシングル。2011年5月4日にエイベックス・ヴァンガードから発売された。
テレビアニメ『ダンボール戦機』（第1期）歴代１曲目のエンディングテーマに起用された。CD・DVD盤は同じ曲にされた。

## 収録曲
CD
1. 僕の貯金箱
作詞・作曲：前川紘毅、堀向彦輝
  - テレビアニメ『ダンボール戦機』主題歌
2. 僕の貯金箱 (テレビサイズ)
作詞・作曲：前川紘毅、堀向彦輝
3. 僕の貯金箱（カラオケ）
4. 僕の貯金箱（テレビサイズカラオケ）